# Biston melacron
Biston melacron är en fjärilsart som beskrevs av Eugen Wehrli 1941. Biston melacron ingår i släktet Biston och familjen mätare, Geometridae. Inga underarter finns listade i Catalogue of Life.

## Bildgalleri

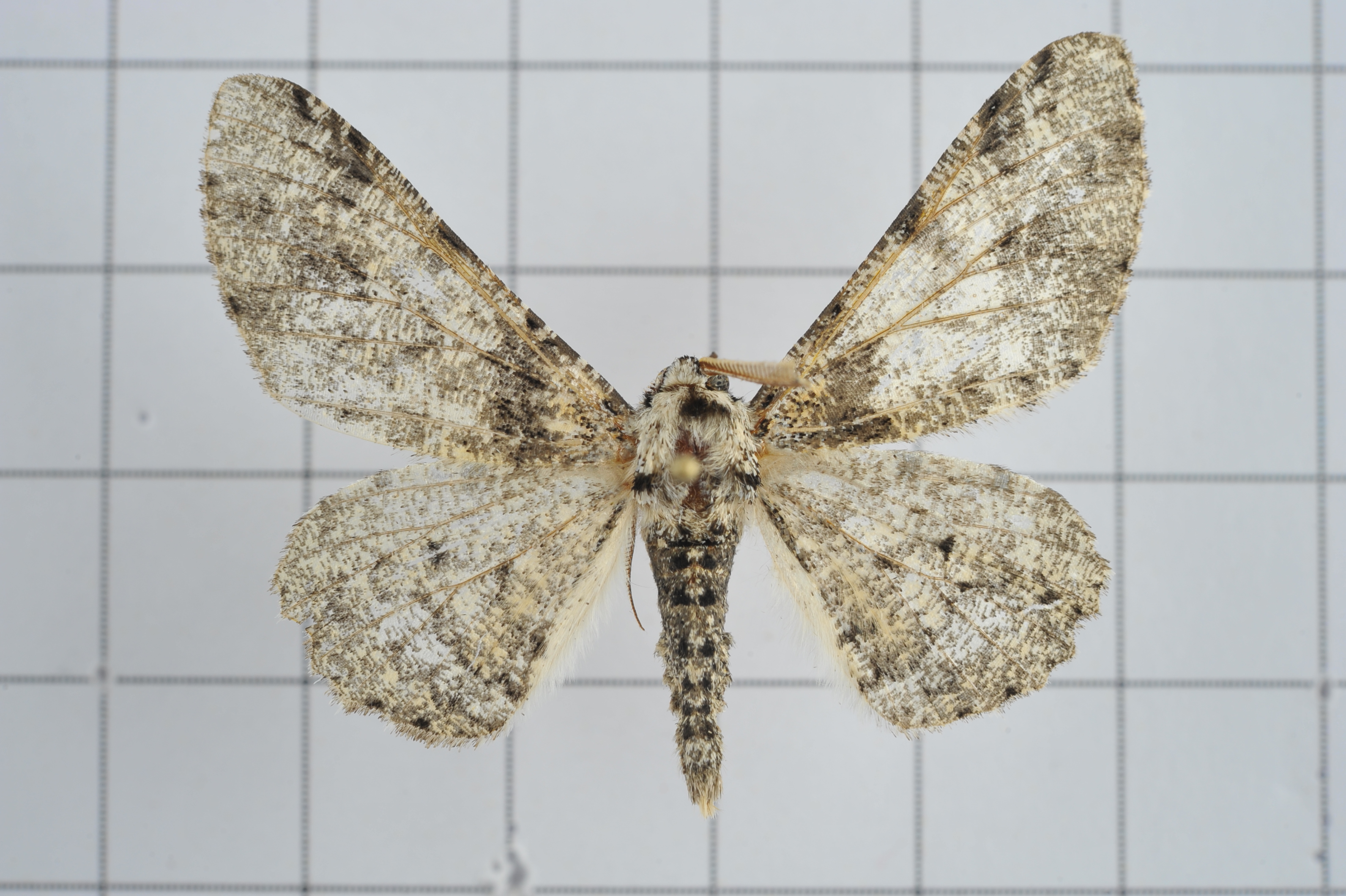
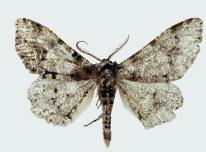